# Ducat de Cadis
El Ducat de Cadis és el títol nobiliari espanyol concedit a Rodrigo Ponce de León y Núñez, III comte d'Arcos, II marquès de Cadis, de la casa de Ponce de León. El seu nom es refereix a la ciutat andalusa de Cadis.
Una vegada mort el primer duc, els Reis Catòlics van negociar amb la seva hereva Francisca Ponce de León y Jiménez de la Fuente l'abolició del marquesat i del ducat de Cadis, reincorporant després de la seva mort la ciutat i els títols a la Corona, donant al seu fill en compensació el comtat de Casares i elevant el comtat d'Arcos a ducat d'Arcos.
Durant segles el títol va romandre en desús, fins al segle xix. Des de llavors el títol de duc de Cadis l'han ostentat diversos membres de la família del rei: Francesc d'Assís Lluís de Borbó (9 de maig de 1820), fill primogènit del Infant d'Espanya Francesc de Paula de Borbó, i després de la seva mort el seu germà (d'igual nom) Francesc d'Assís de Borbó (26 de maig de 1822), rei consort, qui amb prou feines va utilitzar aquest títol en vida. Així mateix va rebre el ducat de Cadis l'Infant d'Espanya Ferran Maria de Baviera i Borbó i, finalment, Alfons de Borbó i Dampierre, qui va rebre el títol per iniciativa de l'avi de la seva esposa i cap de l'Estat, Francisco Franco Bahamonde. Sobre aquesta última concessió, el periodista i polític Antonio Fontán va explicar el següent:
| « | «Un enviat de Franco, persona del Govern i molt caracteritzada, va visitar a Don Joan Carles de part del General perquè digués al seu pare que el Cabdill volia que se li concedís a Alfons un títol de la Casa Reial amb el tractament d'Altesa. El Príncep va parlar amb el seu pare. Aquest va ser el que va escollir el títol de Cadis...» | » |

D'aquesta forma, Alfonso de Borbó va rebre el ducat de Cadis. El 22 de novembre de 1972, Franco li va concedir per decret la facultat d'usar-lo a Espanya. Després de la mort d'Alfons, el títol va tornar a revertir a la Corona una vegada més.

## Titulars
|                                                     | Titular                                             | Període                                             |
| Primera creació per Isabel I i Ferran V de Castella | Primera creació per Isabel I i Ferran V de Castella | Primera creació per Isabel I i Ferran V de Castella |
| --------------------------------------------------- | --------------------------------------------------- | --------------------------------------------------- |
| I                                                   | Rodrigo Ponce de León y Núñez                       | 1484-1492                                           |
| II                                                  | Francisca Ponce de León y Jiménez de la Fuente      | 1492-1493                                           |
| Segona creació per Ferran VII                       |                                                     |                                                     |
| I                                                   | Francesc d'Assís de Borbó i Borbó-Dues Sicílies     | 1820-1821                                           |
| II                                                  | Francesc d'Assís de Borbó i Borbó-Dues Sicílies     | 1822-1902                                           |
| III                                                 | Ferran Maria de Baviera y Borbón                    |                                                     |
| Tercera creació por Joan d'Espanya                  |                                                     |                                                     |
| I                                                   | Alfons de Borbó i Dampierre                         | 1972-1989                                           |